# Meandar
Meandar je zemljopisni pojam za zavojito korito rijeke koje krivuda u obliku slova - S -. Naziv je dobio po rijeci Meandri u Turskoj (tur.: Büyük Menderes). Meandar može biti i naziv za same okuke krivudave rijeke.
Obično se javlja kod ravničarskih tokova a nastaje erozivnim djelovanjem vodene struje na zemljište uz korito rijeke. Voda se ne kreće pravocrtno već  vrtložno i po  inerciji. Zbog ovoga erozija djeluje na pojedine točke korita različito. Najslabije je djelovanje duž konveksnih a najjače duž konkavnih stranica. Voda postupno ruši konkavne obale, i vremenom se dobiva oblik meandra.
Izuzetak je uklješteni meandar, koji nastaje u planinama obilaskom vrhova, pa zato krivuda.
Na meandru se razlikuje vrat (najkraći razmak između konkavnih obala jednog meandra) i duljina - udaljenost na rijeci od početka do završetka vrata. Za vrijeme  poplave voda prelijeva meandar, pa voda poteče kraćim putem. Tako odsječeni meandri se pretvaraju u riječno jezero, mrtvaje ili rukavce.

## Korištena literatura
- Vojna enciklopedija, Beograd, 1973., knjiga peta, strana 358.